# Plouédern
 Plouédern  (en bretón Plouedern) es una población y comuna francesa, situada en la región de Bretaña, departamento de Finisterre, en el distrito de Brest y cantón de Landerneau.

## Demografía
| 1648 | 1814 | 2252 | 2586 | 2537 | 2558 |
| Para los censos de 1962 a 1999 la población legal corresponde a la población sin duplicidades (Fuente: INSEE [Consultar]) |      |      |      |      |      |